# Arch Enemy
Arch Enemy so švedska death metal skupina, ustanovljena leta 1995.

## Zgodovina
Po prenehanju delovanja v Carcass, kitarist Michael Amott (sedaj tudi član Spiritual Beggars) ni hotel končati z glasbenim ustvarjanjem. Tako je leta 1996 k sodelovanju pritegnil svojega brata, tudi kitarista Christopherja Amotta, bobnarja Daniela Erlandssona in vokalista Johana Liivo. Nastali so Arch Enemy in začelo se je ustvarjanje melodičnega, a še vedno agresivnega, brutalnega, ekstremnega zvoka.
Skupaj s producentom Frederikom Nordströmom so posneli prvenec Black Earth, ki je v švedski death metal prinesel nekaj novega. Leta 1998 je sledil drugi, precej tehnični album Stigmata, pri produkciji pa je sodeloval Michael Amott. Skupini se je kmalu pridružil basist Sharlee D'Angelo (Mercyful Fate, Witchery) in že naslednje leto so posneli album Burning Bridges. Sledila je turneja po ZDA z Nevermore, evropske turneje z In Flames, Children Of Bodom in Dark Tranquillity, tri japonske turneje, nastop na Dynamo festivalu, v Čilu skupaj s Hammerfall in v Londonu s Cradle Of Filth. Na Japonskem so postali eden najbolj popularnih, najuspešnejših metal skupin in tam posneli ter izdali album v živo Burning Japan.
Čisto nepričakovano jih je jeseni 2000 zapustil pevec Johan Liiva, zamenjala pa ga je do tedaj neznana nemška vokalistka, Angela Gossow. Z njo so leta 2001 posneli in izdali album Wages of Sin. Prvi in hkrati razprodani nastop z Angelo so Arch Enemy odigrali v Los Anegelesu marca 2002. Z novim albumom in pevko so bili v središču pozornosti mnogih časopisov in revij, deležni začudenja in navdušenja nad kontrastom med Angelino zunanjo podobo in brutalnim vokalom. Nastopili so na angleški turneji z Opeth, japonskem festivalu Beast Feast, Millwaukee Metalfestu, New England Metal & Hardcore festivalu, ameriški turneji z Nile in svoji »headlinerski« turneji ter šestih razprodanih koncertih na Japonskem.
Velik uspeh je skupino motiviral za delo na naslednjem albumu, pri katerem je, enako kot na prejšnjem , sodeloval producent Andy Sneap. Klaviature je prispeval Per Wiberg (Spiritual Beggars). V začetku junija 2003 so nastopili na nemškem Hard Rock festivalu, julija na dveh koncertih v Oslu kot predskupina Iron Maiden, v začetku avgusta pa prvič v Koreji. Anthems of Rebellion je izšel konec avgusta. Takoj zatem so se odpravili na kratko ameriško turnejo skupaj s Hate Eternal, Evergrey in The Black Dahlia Murder, sredi septembra 2005 pa se Arch Enemy odpravljajo na evropsko turnejo kot predskupina Nevermore. Do decembra sledijo koncerti po ZDA skupaj s Slayer in Hatebreed.

## Zasedba

### Trenutna zasedba
- Alissa White-Gluz (2014-)
- Michael Amott - Kitara (1996-)
- Christopher Amott - Kitara (1996-)
- Sharlee d'Angelo - Bas kitara (1999-)
- Daniel Erlandsson - Bobni (1996-)

### Nekdanji člani
- Angela Gossow - Pevka (2001-2014)
- Christopher Amott - Kitara (1995-2005, 2007-2012)
- Johan Liiva - Pevec (1996-2001), bas kitara (1996)
- Martin Bengtsson - Bas kitara (1997-1998)
- Peter Wildoer - Bobni (1997)

## Diskografija
- Demo (demo, 1996)
- Black Earth (1996)
- Stigmata (1998)
- Burning Bridges (1999)
- Burning Japan Live 1999 (v živo, 1999)
- Wages of Sin (2001)
- Burning Angel (single, 2002)
- Anthems of Rebellion (2003)
- Dead Eyes See No Future (EP, 2004)
- Doomsday Machine (sampler) (single, 2005)
- Doomsday Machine (2005)
- Rise of the Tyrant (2007)
- Tyrants of the Rising Sun:Live in Japan (v živo, 2008)
- The Root of All Evil (2009)
- Khaos Legions (2011)